# Фалф'юрріас (Техас)
Фалф'юрріас (англ. Falfurrias) — місто (англ. city) в США, в окрузі Брукс штату Техас. Населення — 4609 осіб (2020).

## Географія
Фалф'юрріас розташований за координатами 27°13′28″ пн. ш. 98°8′43″ зх. д. / 27.22444° пн. ш. 98.14528° зх. д. (27.224389, -98.145196).  За даними Бюро перепису населення США в 2010 році місто мало площу 7,41 км², уся площа — суходіл.

### Клімат
| Клімат : Фалф'юрріас    | Клімат : Фалф'юрріас | Клімат : Фалф'юрріас | Клімат : Фалф'юрріас | Клімат : Фалф'юрріас | Клімат : Фалф'юрріас | Клімат : Фалф'юрріас | Клімат : Фалф'юрріас | Клімат : Фалф'юрріас | Клімат : Фалф'юрріас | Клімат : Фалф'юрріас | Клімат : Фалф'юрріас | Клімат : Фалф'юрріас | Клімат : Фалф'юрріас |
| Показник                | Січ.                 | Лют.                 | Бер.                 | Квіт.                | Трав.                | Черв.                | Лип.                 | Серп.                | Вер.                 | Жовт.                | Лист.                | Груд.                | Рік                  |
| Абсолютний максимум, °C | 35,6                 | 38,9                 | 40,6                 | 43,3                 | 43,3                 | 46,1                 | 46,7                 | 44,4                 | 43,9                 | 38,3                 | 36,1                 | 36,1                 | 46,7                 |
| Середній максимум, °C   | 20,5                 | 22,6                 | 26,2                 | 29,7                 | 32,7                 | 35,3                 | 36,1                 | 36,6                 | 33,5                 | 30,2                 | 25,4                 | 21,2                 | 29,2                 |
| Середній мінімум, °C    | 5,8                  | 7,8                  | 11,2                 | 15,3                 | 19,6                 | 21,8                 | 22,3                 | 22,2                 | 20,3                 | 15,6                 | 10,9                 | 6,9                  | 15,0                 |
| Абсолютний мінімум, °C  | −12,8                | −9,4                 | −8,3                 | −1,1                 | 1,7                  | 10,6                 | 15,6                 | 15,6                 | 6,1                  | −2,2                 | −6,7                 | −10,6                | −12,8                |
| Днів з дощем            | 5                    | 5                    | 4                    | 4                    | 5                    | 5                    | 5                    | 4                    | 7                    | 5                    | 3                    | 5                    | 59                   |
| ----------------------- | -------------------- | -------------------- | -------------------- | -------------------- | -------------------- | -------------------- | -------------------- | -------------------- | -------------------- | -------------------- | -------------------- | -------------------- | -------------------- |
| Джерело: NOAA           |                      |                      |                      |                      |                      |                      |                      |                      |                      |                      |                      |                      |                      |

## Демографія
Згідно з переписом 2010 року, у місті мешкала 4981 особа в 1812 домогосподарствах у складі 1270 родин. Густота населення становила 672 особи/км².  Було 2139 помешкань (289/км²).
Расовий склад населення:
| - 88,8 % — білих - 0,5 % — корінних американців - 0,5 % — чорних або афроамериканців - 0,4 % — азіатів - 8,1 % — осіб інших рас |

До двох чи більше рас належало 1,7 %. Частка іспаномовних становила 92,0 % від усіх жителів.
За віковим діапазоном населення розподілялося таким чином: 28,7 % — особи молодші 18 років, 54,5 % — особи у віці 18—64 років, 16,8 % — особи у віці 65 років та старші. Медіана віку мешканця становила 35,5 року. На 100 осіб жіночої статі у місті припадало 95,2 чоловіків;  на 100 жінок у віці від 18 років та старших — 89,4 чоловіків також старших 18 років.
Середній дохід на одне домашнє господарство  становив 35 504 долари США (медіана — 19 229), а середній дохід на одну сім'ю — 41 976 доларів (медіана — 23 359). Медіана доходів становила 31 207 доларів для чоловіків та 20 018 доларів для жінок. За межею бідності перебувало 45,8 % осіб, у тому числі 62,0 % дітей у віці до 18 років та 40,8 % осіб у віці 65 років та старших.
Цивільне працевлаштоване населення становило 1508 осіб. Основні галузі зайнятості: освіта, охорона здоров'я та соціальна допомога — 31,5 %, мистецтво, розваги та відпочинок — 13,3 %, роздрібна торгівля — 12,7 %.